# Karel Otta
Karel Otta (13. července 1921 Mnichovo Hradiště – 1. dubna 1997 Longwood) byl český palubní střelec a navigátor 311. československé bombardovací perutě.

## Život

### Před druhou světovou válkou
Karel Otta se narodil 13. července 1921 v Mnichově Hradišti v rodině řezníka Františka Otty a Anny, rozené Zdobinské, jako poslední čtvrté dítě. Vychodil obecnou školu a poté se vyučil strojním zámečníkem v automobilce v Mladé Boleslavi. Otec mu zemřel v roce 1926 na rakovinu jazyka.

### Druhá světová válka
Po německé okupaci opustil Karel Otta 23. srpna 1939 společně s Josefem Kočím (†1942 u Tobruku) ilegálně Protektorát Čechy a Morava a odešel do Polska, kde se 26. srpna v Bronowicích přihlásil do zde vznikající československé zahraniční jednotky. Po jeho pádu byl 19. září 1939 společně s dalšími internován v Sovětském svazu mj. v táboře Suzdal. Po propuštění vyjednaném československou exilovou vládou se společně s dalšími přesunul přes Libanon do Palestiny, kde byl 1. května 1941 v Haifě prezentován u zde vznikající jednotky Československé armády v zahraničí a následně zařazen do Československého pěšího praporu 11 – Východního. Zde působil jako řidič, byl těžce raněn po najetí na minu. Zúčastnil se bojů u Tobruku jako příslušník velitelské roty polsko-britského 500. protiletadlového praporu. V roce 1942 se přihlásil do letectva a 2. ledna 1943 byl přijat Royal Air Force. Po patřičném výcviku mj. v Kanadě byl v dubnu 1945 zařazen jako palubní střelec a navigátor k 311. československé bombardovací peruti. Jako její příslušník se účastnil v posádce Vladimíra Slánského protiponorkových a protilodních hlídkových letů na oceánem. Absolvoval 21 operačních letů. Během posledního z nich byl raněn a po počáteční léčbě v Anglii odeslán na rekonvalescenci na Floridu, kde se seznámil se svou budoucí manželkou Christine, která byla slovenského původu. V samotném závěru války se zúčastnil protiponorkových patrol amerického letectva v prostoru Baham. Dosáhl hodnosti četaře. Jeho matka Anna Ottová byla během druhé světové války v rámci akce Emigranten internována v internačním táboře Svatobořice, domů se vrátila až po jejím skončení.

### Po druhé světové válce
Po návratu do Československa odešel Karel Otta v září 1945 po povýšení do hodnosti rotného z armády a do prosince téhož roku pracoval pro UNRRA. V roce 1946 odešel přes Spojené království do Spojených států amerických. V roce 1948 se v New Yorku oženil se svou snoubenkou Christine, manželé začali žít v Miami a v roce 1949 se jim narodil syn Stanley. V roce 1950 mu byla v Československé lidové armádě odňata hodnost. V roce 1975 navštívil Československo. V roce 1977 se přestěhovali na střední Floridu. V roce 1991 byl rehabilitován a povýšen do hodnosti podplukovníka ve výslužbě. Karel Otta zemřel 1. dubna 1997 v Longwoodu, pohřben je na Florida Nationa Cemetery v Buschnellu.

## Ocenění

### Vyznamenání
- 2x Československý válečný kříž 1939
- Československá medaile za zásluhy II. stupně
- Československá medaile Za chrabrost před nepřítelem

### Posmrtná ocenění
- Karlu Stanislavu Ottovi byla v roce 2016 v Mnichově Hradišti na rodném domě v Podskalské ulici 213 odhalena pamětní deska[1]